# 芒格阿杜
芒格阿杜（Mangadu），是印度泰米尔纳德邦Kancheepuram县的一个城镇。总人口20108（2001年）。

## 人口
该地2001年总人口20108人，其中男性9894人，女性10214人；0—6岁人口2233人，其中男1155人，女1078人；识字率72.77%，其中男性为79.64%，女性为66.12%。